# Zamek w Burgthann
Zamek w Burgthann – gotycka budowla znajdująca się w Burgthann pośród wzgórz Szwajcarii Hersbruckiej.

## Źródła
- Robert Giersch, Andreas Schlunk, Berthold Frhr. von Haller: Burgen und Herrensitze in der Nürnberger Landschaft. Herausgegeben vom Selbstverlag der Altnürnberger Landschaft e. V., Lauf an der Pegnitz 2006, ISBN 978-3-00-020677-1, S. 62–66.